# GIFT ～綠～
《GIFT ～綠～》，為日本男偶像團體關西傑尼斯8的第13張單曲，也是3日連續發行的第3波。

## 概要
- 日本CD史上首次3天連續發行的新單曲「GIFT 〜白〜」「GIFT 〜赤〜」「GIFT 〜綠〜」。
- 跟上一張單曲相隔短短2個月，是關8自出道以來單曲發行間隔最短的一次。
- 3張CD的設計皆由安田章大包辦。
- 連同12月23日發行的「GIFT 〜白〜」及12月24日發行的「GIFT 〜赤〜」分別拿下2010年1月4日的單周榜1~3名，這也是日本音樂史上的頭一遭。

## 收錄歌曲
1. 雪をください 
  - 作詞：nojo／作曲：nojo・工藤勝洋／編曲：大西省吾
2. One day in winter 
  - 作詞：M.com／作曲：日暮和広／編曲：高橋浩一郎
3. Snow White 
  - 作詞・作曲：錦戶亮・安田章大／編曲：葉山拓亮